# Willem Jan Neutelings

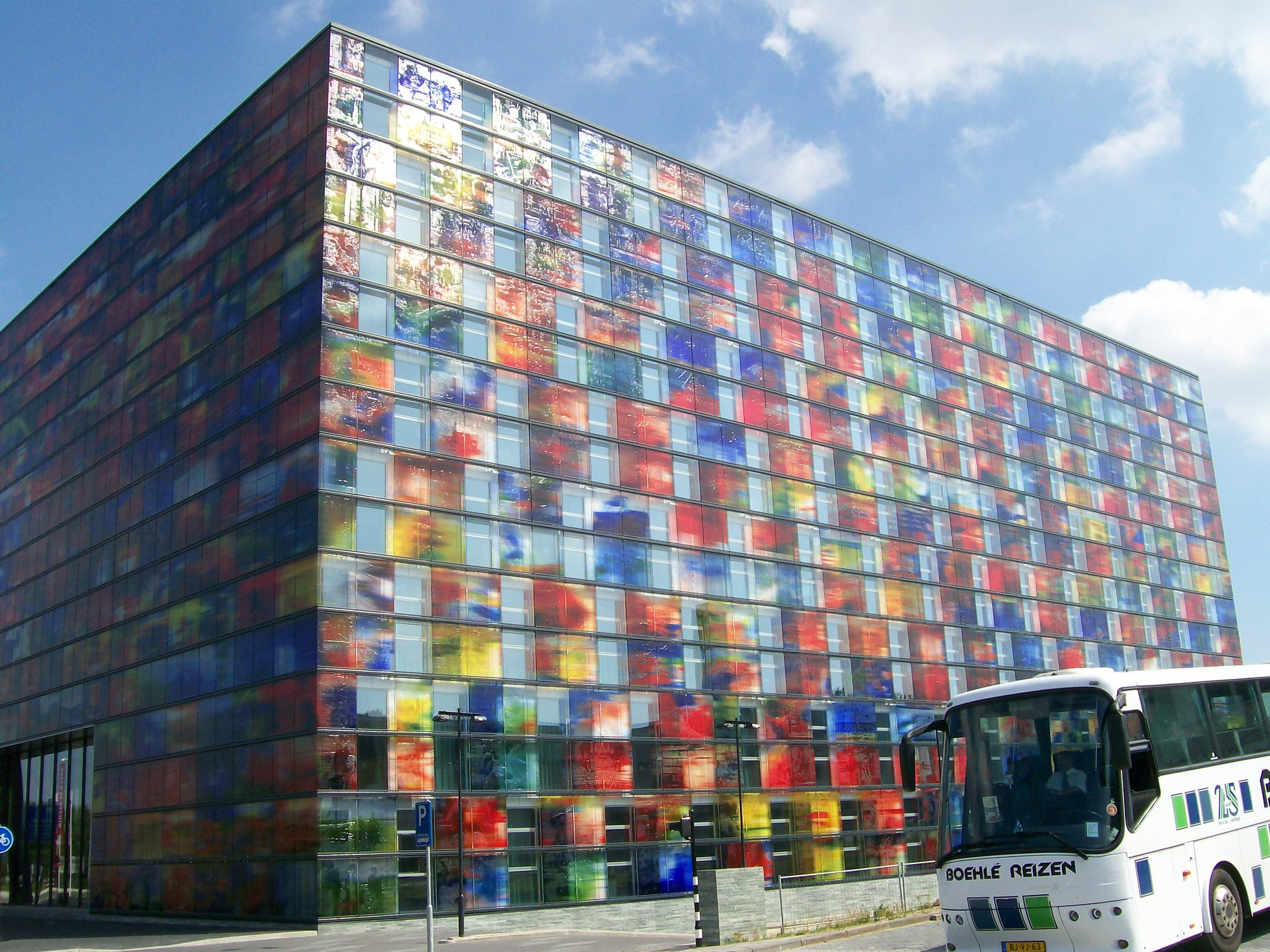
Het Nederlands Instituut voor Beeld en Geluid in Hilversum

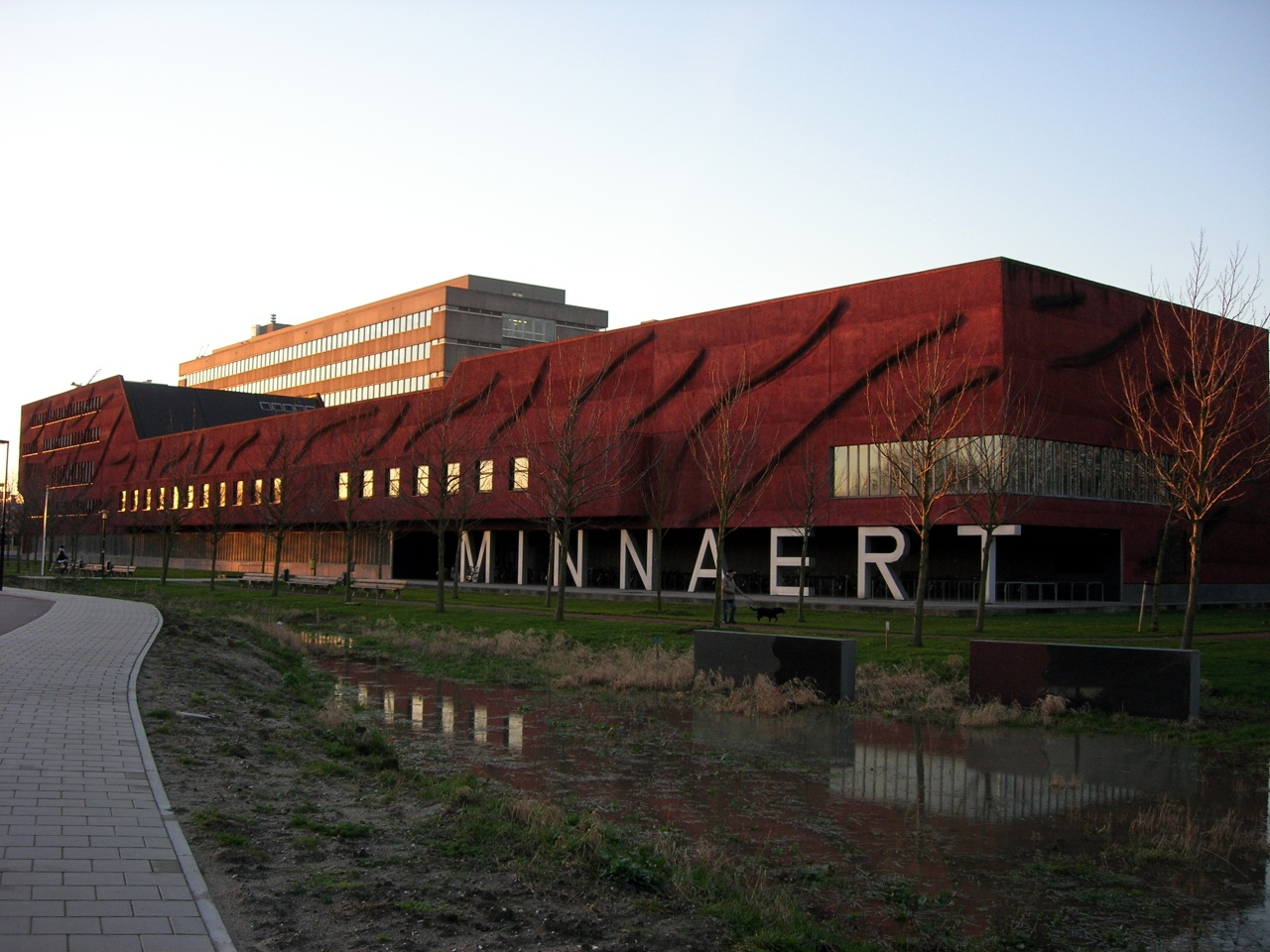
Het Minnaertgebouw in Utrecht

Willem Jan Neutelings (Bergen op Zoom, 2 mei 1959) is een Nederlandse architect en medeoprichter van het bureau Neutelings Riedijk Architecten te Rotterdam.

## Leven en werk
Willem Jan Neutelings studeerde van 1977 tot 1986 bouwkunde aan de TU Delft. In 1987 startte hij zijn eigen architectenbureau, waarna hij in 1992 in samenwerking met Michiel Riedijk het huidige kantoor Neutelings Riedijk Architecten vormde. In 1991 kreeg Neutelings de Rotterdam-Maaskantprijs voor Jonge Architecten.
Neutelings geeft regelmatig lezingen op internationale universiteiten, congressen en culturele instituten. Van 1988 tot 2000 doceerde hij aan de Academie van Bouwkunst en het Berlage Instituut te Rotterdam. In 1999 was hij gastdocent op de Harvard University Graduate School of Design. Vanaf 2012 is hij Buitenlands lid van de Koninklijke Vlaamse Academie van België voor Wetenschappen en Kunsten.

## Projecten (selectie)
- Herman Teirlinckgebouw, Brussel (2017)
- Cultuurhuis Rozet, Arnhem (2013)
- Cultuurhuis Eemhuis, Amersfoort (2013)
- Museum aan de Stroom, MAS Antwerpen (2010)
- Nederlandse Belastingdienst, Walterboscomplex, Apeldoorn (2007)
- Nederlands Instituut voor Beeld en Geluid, Hilversum (2006)
- Scheepvaart en Transport College, Rotterdam (2005)
- Woningbouw De Sphinxen, Huizen (2003)
- Arenberginstituut/Kunstencentrum STUK, Leuven (2002)
- Universiteitsgebouw Minnaert, Utrecht (1997)

## Publicaties
- El Croquis 159 – Neutelings Riedijk 2003-2012, Levene, R. (red.), Madrid 2012. ISBN 978-84-88386-694
- Neutelings Riedijk Architects, Sanguigni G., Rome 2011. ISBN 978-88-7864-074-0
- At Work, Neutelings WJ., Riedijk M., Rotterdam 2004. ISBN 90-6450-508-X
- Aan het Werk, Neutelings WJ., Riedijk M., Rotterdam 2004. ISBN 90-6450-527-6
- El Croquis 94 – Neutelings Riedijk 1992-1999, Levene, R. (red.), Madrid 1999. ISBN 9770212 568003
- Architect, Neutelings WJ., Uitgeverij 010, Rotterdam 1990. ISBN 90-6450-120-3
- De Ringcultuur: een studie naar het Ringmechanisme, Neutelings WJ., Mechelen 1988.